# TuS Jahn Werdohl 1874
TuS Jahn Werdohl 1874 was een Duitse sportclub uit Werdohl, Noordrijn-Westfalen. De club is actief in badminton, handbal, judo, hartsport, atletiek, wielrennen, zwemmen, skiën, turnen en watersport. Tot 1980 was de club ook actief in voetbal.

## Geschiedenis
De club werd in 1874 opgericht als turnclub TV Werdohl, in 1885 werd de naam TV Jahn Werdohl aangenomen. In 1919 fuseerde de club met Vereinigte Sportclub Werdohl-Versevörde en nam zo naam TuS Jahn 1874 Werdohl aan. In 1938 werd de naam TuSB Jahn Werdohl na een fusie met de zwemvereniging. Na de Tweede Wereldoorlog werden alle Duitse sportclubs ontbonden. De club werd later heropgericht onder de huidige naam.

### Voetbal
In 1910 werd SuS Versevörde opgericht. Een aantal leden die in de binnenstad van Werdohl woonden drongen er echter op aan om de naam te veranderen in Werdohl. Toen deze vraag afgewezen werd richtten zij de nieuweclub FC Werdohl op. In 1914 fuseerden de clubs echter tot Vereinigte Sportclub Werdohl-Versevörde. Tijdens de Eerste Wereldoorlog werden de activiteiten gestaakt. Na een fusie met TV Jahn werd de naam TuS Jahn 1874 Werdohl aangenomen. In 1922 promoveerde de club naar de Bezirksliga. In 1926 bereikte de club de hoogste klasse van de Zuidwestfaalse competitie. Na enkele seizoenen middenmoot werd de competitie in 1929/30 in twee reeksen gesplitst en Werdohl werd nu tweede in zijn groep achter SuS Hüsten 09. De twee reeksen werden na dit seizoen weer samengevoegd en de club werd nu zevende op tien clubs. Het volgende seizoen waren er weer twee reeksen en nu stond de club na de reguliere competitie samen met TuS Germania 1896 Mudersbach aan de leiding. In een beslissende wedstrijd werd Muldersbach met 4:1 opzij gezet en speelde de club de finale om de titel tegen SuS Hüsten en verloor deze. Het volgende seizoen waren de reeksen weer samengevoegd en eindigde de club voorlaatste. Na dit seizoen werd de Gauliga ingevoerd als hoogste klasse en door zijn lage notering kwalificeerde de club zich hier niet voor.
Na de oorlog werd de club heropgericht en startte in de Bezirksklasse. In 1950 promoveerde de club naar de Landesliga, toen de tweede klasse en vanaf 1952 de derde klasse. In 1956 plaatste de club zich voor de nieuwe Verbandsliga, die nu de hoogste amateurklasse werd, maar degradeerde na één seizoen, er volgde het volgende seizoen zelfs een tweede degradatie op rij. In 1966 kwam er een nieuw dieptepunt in de clubgeschiedenis door degradatie naar de Kreisklasse. Na één seizoen promoveerde Jahn echter terug naar de Bezirksklasse en in 1973 volgde een terugkeer naar de Landesliga. In 1978 degradeerde de club, maar kon onmiddellijk terugkeren naar de Landesliga. In 1980 fuseerde de club met TuS Westfalia Werdohl tot FSV Werdohl.